# Nilgirikortvleugel
De nilgirikortvleugel (Sholicola major synoniemen: Myiomela major en Brachypteryx major) is een zangvogel uit de familie Muscicapidae (vliegenvangers). Het is een bedreigde, endemische vogelsoort  in zuidwestelijk India. 

## Herkenning
De vogel is 14 cm lang, zo groot als een roodborst. Deze kortvleugel heeft een leikleurige, blauwgrijze kop, borst en rug. Deze kleur gaat op de onderbuik geleidelijk over in wit. De flanken en onderstaartdekveren zijn roestkleurig roodbruin. Verder verschilt deze kortvleugel van de witbuikkortvleugel door het ontbreken van een wenkbrauwstreep.

## Verspreiding en leefgebied
Deze soort is endemisch in India in het zuiden van de deelstaten Kerala en het zuidwesten van Karnataka. Het leefgebied is  middengebergte (Nilgiri, South Wayanad en Baba Budan Hills) tussen de 1000 en 1500 m boven zeeniveau, waar de vogels verblijven in de ondergroei en tussen dood hout van natuurlijk bos.

## Status
De nilgirikortvleugel heeft een beperkt verspreidingsgebied en daardoor is de kans op uitsterven aanwezig. De grootte van de populatie is niet gekwantificeerd, echter de populatie-aantallen nemen af door habitatverlies en versnippering van het habitat. Het leefgebied wordt aangetast door ontbossing en overexploitatie door het verzamelen van brandhout en begrazing door vee en omzetting van natuurlijk bos in theeplantages, ander agrarisch gebruik en de aanleg van infrastructuur zoals dammen voor de winning van elektriciteit. Om deze redenen staat deze soort als bedreigd op de Rode Lijst van de IUCN.